# Hervé de Belloy
 (janvier 2017).
Si vous disposez d'ouvrages ou d'articles de référence ou si vous connaissez des sites web de qualité traitant du thème abordé ici, merci de compléter l'article en donnant les références utiles à sa vérifiabilité et en les liant à la section « Notes et références ».
Pour les articles homonymes, voir Belloy (homonymie).
Hervé de Belloy (né en 1956) est auteur, metteur en scène, comédien et formateur. Il est l'inventeur[réf. nécessaire] des genres de théâtre : la kara-comédie-musicale, l'animation-forum et le procès musical. Il est directeur de la compagnie Fredonia.

## Biographie
Hervé de Belloy est né en 1956 à Sainte-Adresse (Seine-Maritime). Il a puisé son inspiration dans ses voyages au long cours en voilier, dans son expérience théâtrale depuis le plus jeune âge, dans ses expériences professionnelles et dans ses rencontres. Il compte parmi ses ancêtres un écrivain du nom de Belloy qui travailla avec Balzac et dont le buste trône à la Comédie-Française, ainsi que l’archevêque de Paris, Jean-Baptiste de Belloy (1709-1808), inventeur de la cafetière, dont une rue de Paris porte le nom.
Sa vocation théâtrale naquit de la rencontre entre Gérard Philipe et Antoine de Saint-Exupéry à l'écoute de l'interprétation de sa lecture du Petit Prince. Son parcours théâtral commença avec la création de la compagnie « La Pince à Linge » à Aix-en-Provence, puis la compagnie Parez à chanter et enfin la « compagnie Fredonia » à Nantes.
Curieusement sa formation initiale en gestion des entreprises à l'École supérieure de commerce et de gestion des entreprises de Rouen lui permit, au fur et à mesure de ses activités, de découvrir la vie des gens au travail et leurs aspirations. Il travailla ainsi 15 ans dans le domaine de l'organisation des entreprises.
Puis il se mit à construire un voilier avec sa femme et partit à la rencontre des peuples de l'Atlantique avec ses deux premiers enfants pendant un an. Cette aventure lui donna le goût et l'idée de redécouvrir le continent européen dès la chute du mur de Berlin. Il développa ainsi de nombreux projets européens au sein du Conseil régional des Pays de la Loire pendant 6 ans, sous les derniers mandats d'Olivier Guichard.
Le projet le plus important qu'il eut à animer fut Ligérius sur le thème de l'éducation et de la formation tout au long de la vie. Il expérimenta et exploita alors l'innovation des Arbres de connaissances créée par Michel Authier, Pierre Lévy et Michel Serres pour valoriser et partager les connaissances et les compétences des individus dans un groupe. L'usage des Arbres de connaissances dans l'entreprise, dans l'éducation et dans le développement local lui fit comprendre que les personnes se déterminaient par leurs compétences, leurs comportements et leurs motivations ou aspirations. Si les Arbres de connaissances et de compétences permettaient de valoriser les personnes par la publication de leurs compétences, il fallait aussi renforcer leur confiance en travaillant sur les aspirations et sur les comportements. Il décida alors de mettre le théâtre musical au service du développement de la confiance des personnes individuellement et collectivement.
Un des leviers de la confiance est le partage d'un héritage culturel commun, que l'on nomme en France "patrimoine". Sa première pièce fut donc de rassembler un large public autour du patrimoine des habitants de l'estuaire de la Loire en racontant en chanson l'histoire de ses chantiers navals Margaux intern@aute avec la compagnie Parez à grimper. Et pour que cet héritage culturel soit vraiment partagé par tous, il eut l'idée d'associer la comédie musicale au karaoké. Ainsi tous les spectateurs pouvaient chanter les chansons de la pièce avec les comédiens et faire partie de l'intrigue et ainsi mieux s'approprier l'histoire. C'est ainsi qu'est né le genre théâtral de la "kara-comédie-musicale".

## Œuvres
- Margaux intern@ute
- 2001 pages, balivernes pour un nouveau monde
- Ilian des Caraïbes
- Zap'in Blues
- Le Virus du professeur Malaître
- Parez à grimper
- Le Rêve d'Angèle
- 10 puissance 42
- Théâtre et Cie ou la Fierté de travailler
- Piacevollezza
- Trames Ways
- Titani.com-Un nouveau cap

Chansons
- Algodicée
- Allumez
- Avec fermeté
- Bienvenue sur Titani.com
- Balises
- C'est si simple
- Choses rêveuses
- Compose-moi un futur
- Construire
- Fous nous la paix
- Futur île
- Inondation
- Internous
- La légende dorée
- La nouvelle arche
- La carte
- La vie vent
- Le fil des notes
- Le reflet
- Le rêve d'Angèle
- La tarentelle de la vie
- Le tram de l'espoir
- Liberty's light
- L'entretien
- L'estime
- L'idée pluie
- Monter vers la lumière
- On a failli perdre un ami
- On a trouvé le chemin
- Ose
- Parez à grimper
- Piacevollezza
- Pilote
- Réjouissez-vous le rêve vit
- Risquons du neuf
- Si tu veux la lumière
- Storm blues
- Tibidibididamdam
- Titani.com
- Tous ces millions
- Tout le monde zappe
- Tu as le choix
- Un nouveau cap
- Zap'in blues
- Zapping engagé

## Mise en scène
- Godspell
- Vol de Nuit